# Лук Евгения
Лук Евгения (лат. Allium eugenii) — многолетнее травянистое растение, вид рода Лук (Allium) семейства Луковые (Alliaceae).

## Этимология
Вид назван в честь Евгения Григорьевича Боброва, участника экспедиции АН СССР в Среднюю Азию в 1920-х годах.

## Распространение и экология
В природе ареал вида охватывает горные районы Туркменистана. Эндемик.
Произрастает на щебнистых склонах, на высоте 1500—1700 м над уровнем моря.

## Ботаническое описание
Луковица яйцевидная, диаметром 1—1,5 см; наружные оболочки серые, бумагообразные. Стебель почти до половины одетый двумя влагалищами, из которых одно безлистное.
Лист одиночный, шириной 2—7 мм, линейный, значительно длиннее зонтика, в нижней половине снизу, покрытый обращенными назад волосками, сверху и в передней половине голый.
Чехол в несколько раз короче зонтика. Зонтик полушаровидный или почти шаровидный, сравнительно немногоцветковый, рыхлый. Цветоножки во много раз длиннее околоцветника, восходящие, при основании без прицветников. Листочки звёздчатого околоцветника розовые, с сильной пурпурной жилкой, линейно-продолговатые, тупые, позднее вниз отогнутые, скрученные, длиной около 4 мм. Нити тычинок на четверть короче листочков околоцветника, при основании между собой и с околоцветником сросшиеся, шиловидные. Завязь почти сидячая, шероховатая, с шестью—семью семяпочками.
Коробочка почти шаровидная, диаметром около 3 мм.

## Таксономия
Вид Лук Евгения входит в род Лук (Allium) семейства Луковые (Alliaceae) порядка Спаржецветные (Asparagales).
|  |                                      |  |                                                             |                                                             |                   |  | ещё 24 семейства (согласно Системе APG II) | ещё 24 семейства (согласно Системе APG II) |                     |  |  |  | ещё более 870 видов |
|  |                                      |  |                                                             |                                                             |                   |  | ещё 24 семейства (согласно Системе APG II) | ещё 24 семейства (согласно Системе APG II) |                     |  |  |  | ещё более 870 видов |
|  |                                      |  |                                                             | порядок Спаржецветные                                       |                   |  |                                            |                                            | род Лук             |  |  |  |                     |
|  |                                      |  |                                                             | порядок Спаржецветные                                       |                   |  |                                            |                                            | род Лук             |  |  |  |                     |
|  | отдел Цветковые, или Покрытосеменные |  |                                                             |                                                             | семейство Луковые |  |                                            |                                            | вид Лук Евгения     |  |  |  |                     |
|  | отдел Цветковые, или Покрытосеменные |  |                                                             |                                                             | семейство Луковые |  |                                            |                                            |                     |  |  |  |                     |
|  |                                      |  | ещё 44 порядка цветковых растений (согласно Системе APG II) | ещё 44 порядка цветковых растений (согласно Системе APG II) |                   |  |                                            | ещё около 300 родов                        | ещё около 300 родов |  |  |  |                     |
|  |                                      |  |                                                             | ещё 44 порядка цветковых растений (согласно Системе APG II) |                   |  |                                            |                                            | ещё около 300 родов |  |  |  |                     |